# Agapetus laparus
Agapetus laparus är en nattsländeart som beskrevs av Arturs Neboiss 1977. Agapetus laparus ingår i släktet Agapetus och familjen stenhusnattsländor. Inga underarter finns listade i Catalogue of Life.